# 愛知産業大学三河高等学校
愛知産業大学三河高等学校（あいちさんぎょうだいがく みかわこうとうがっこう、英: Aichi Sangyo University Mikawa High School）は、愛知県岡崎市にある学校法人愛知産業大学が設置する私立高等学校。略称は愛産大三河高校（あいさんだいみかわこうこう）。
2013年度から2018年度にかけて、愛知産業大学三河中学校と中高一貫教育を行っていた。

## 概要
誓いの言葉があり、毎朝S.Tと呼ばれる朝礼で、生徒全員で唱和する。現在はコロナ禍の為、誓いの言葉は割愛されている。青いブレザーを基調とした制服の後、1995年から緑色の制服となり、2003年に制服を変更。中学校は開校当初から高校が2003年に採用した制服とほぼ同様のものを採用していたが、2013年度からの中高一貫校化に際して制服の変更を発表した。なお、中高一貫校は2019年を以って終了した。
藤川駅と岡崎駅からそれぞれスクールバスを運行している。
| コース        | 所要時間 | 備考           |
| ------------- | -------- | -------------- |
| 藤川駅 - 学校 | 約5分    |                |
| 岡崎駅 - 学校 | 約30分   | 定期制の生徒用 |

## 沿革
- 1983年（昭和58年）4月 - 三河高等学校として開校[3]。普通科（男子）と電気科（男子）を設置。
- 1985年（昭和60年）4月 - 情報処理科と通信制課程（男女共学）を開設[3]。
- 1987年（昭和62年）4月 - 普通科を男女共学にする。
- 1995年（平成7年）4月 - 「愛知産業大学三河高等学校」に改称[3]。
- 1996年（平成8年）8月 - 第78回全国高等学校野球選手権大会に愛知県代表として初出場。
- 1998年（平成10年）4月 - 単位制（普通科）を設置[3]。
- 2000年（平成12年）3月 - 第72回選抜高等学校野球大会に東海地区から初選出。
- 2004年（平成16年） - 通信制課程単位制の新校舎が完成[3]。
- 2013年（平成25年）4月 - 三河中学校との中高一貫教育を開始[1][4]。
- 2014年（平成26年）4月 - 進学校化のため普通科を再編[2]。
- 2018年（平成30年）8月 - 第100回全国高等学校野球選手権記念大会に東愛知代表として出場。

## 愛知産業大学三河中学校
愛知産業大学三河中学校（あいちさんぎょうだいがく みかわちゅうがっこう）は、愛知県岡崎市にあった学校法人愛知産業大学が設置していた私立中学校。
沿革
- 1995年（平成7年）4月 - 開校[1][4]。
- 2013年（平成25年）4月 - 三河高等学校との中高一貫教育を開始[1][4]。
- 2016年（平成28年） - 募集停止が決定。
- 2017年（平成29年）4月1日 - 募集停止[5]。
- 2019年（平成31年） - 同年4月以降の休校と、2022年3月末での廃校が決定[1]。
- 2022年（令和4年）
  - 3月23日 - 「2021年度第3回愛知県私立学校審議会」にて廃止が認可[6]。
  - 3月31日 - 閉校[1]。

部活動
- バドミントン部
- アーチェリー部
- ゴルフ部
- 柔道部

出典：

## 設置学科
- 全日制課程
  - 普通科（I類・II類・III類）
  - 電気科（男子のみ）
  - 情報処理科
- 通信制課程
  - 普通科
  - 商業科
- 通信制課程単位制
  - 普通科

## 教育方針
- 大学・専門学校等上級学校への進学を目的とする後期中等普通教育の実践
- 工業（電気）商業（情報処理）に関する専門教育の実践
- 感謝の念に富み、礼儀正しく、誠実・積極的に努力する人材の育成

出典：

## 学校行事
主な学校行事。
前期
- 4月 - 始業式、入学式、オリエンテーション（1年生）、実力テスト
- 5月 - 社会見学、前期中間テスト
- 6月 - 体育大会、前期末試験
- 7月 - 前期末試験、競技大会、終業式
- 夏季休業 - 大学・社会見学、インターンシップ
- 9月 - 始業式、文化祭

後期
- 10月 - 後期中間試験
- 11月 - 社会見学（1年生）、前期末試験
- 12月 - 修学旅行（2年生）、終業式
- 冬期休業
- 1月 - 始業式、実力テスト、学年末試験（3年生）
- 2月 - 卒業式
- 3月 - 学年末試験（1・2年生）、終業式
- 学年末休業

## 学校施設
主な施設のみ掲載。
- 体育館
- 第1グラウンド
- 第2グラウンド
- 第3グラウンド
- 室内プール

## 部活動
19の運動部と9の文化部があり、様々な成績を残している。

### 運動部
- ソフトボール部（男子）
- バレーボール部（男子）
- アーチェリー部
- 陸上競技部
- バドミントン部
- 硬式野球部
- ボクシング部
- ゴルフ部
- ハンドボール部

- 柔道部
- 剣道部
- 弓道部
- バスケットボール部
- サッカー部
- ソフトテニス部
- 水泳部
- 少林寺拳法部
- 卓球部

### 文化部
- 美術部
- 放送部
- 囲碁将棋部
- 学習部
- 音楽部

- ロボット部
- 書道部
- 商業部
- 地域交流活動部

## アクセス

### 電車
- 名古屋鉄道名古屋本線 藤川駅から徒歩で約15分

## 出身者
- 秋山拓也 - サッカー選手
- 太田勝正 - 元プロ野球選手
- 魁勝旦祈 - 大相撲力士
- 蟹江美貴 - 元アーチェリー選手
- 太田博久 - ジャングルポケット
- 近藤岳登 - 元サッカー選手
- 図師光博 - 俳優
- 原田晃 - 声優
- 原田政彦 - 元プロ野球選手
- 上田希由翔 - プロ野球選手